# Intendencia del Paraguay
La intendencia del Paraguay, llamada también intendencia de Asunción, fue una entidad territorial y administrativa integrante del Imperio español dentro del virreinato del Río de la Plata. Fue creada el 28 de enero de 1782 con el territorio de la Gobernación del Paraguay, situado a ambos lados del río Paraguay y parte de las Misiones Guaraníes. La única ciudad y capital de la intendencia fue Asunción, y estaba dividida territorialmente en partidos: Villa Real de la Concepción, Curuguaty, Villarrica del Espíritu Santo y San Pedro del Ycuamandiyú. 
La autoridad política que regía el gobierno de la intendencia era el gobernador intendente, y su primer titular fue Pedro Melo de Portugal, aunque este ya gobernaba desde 1778. La Intendencia del Paraguay tuvo continuidad hasta 1811, cuando el último gobernador intendente, Bernardo de Velasco, fue derrocado por un grupo de revolucionarios que marcó el fin del dominio español en esta tierra y dio inicio a los sucesos que llevaron a la independencia del Paraguay.

## Historia

### Creación
Fue creada por la Real Ordenanza de Intendentes de Ejército y Provincia del 28 de enero de 1782, que dividió el virreinato del Río de la Plata en ocho intendencias, entre ellas la de Asunción del Paraguay, formada sobre la base de la gobernación del Paraguay (con los límites con el Brasil portugués fijados por el tratado de San Ildefonso entre España y Portugal en 1777), y los pueblos de las Misiones guaraníes sujetos al obispado de Asunción:

Art. 1º: A fin de que mi Real voluntad tenga su pronto y debido efecto, mando dividir por ahora en ocho Intendentes el distrito de aquel Virreinato, y que en lo sucesivo se entienda por una sola Provincia el territorio o demarcación de cada Intendencia con el nombre de la Ciudad o Villa que hubiese de ser su Capital, y en que habrá de residir el Intendente quedando las que en la actualidad se titulan Provincias con la denominación de Partidos, y conservando estos el nombre que tienen aquellas. Será una de dichas Intendencias la General del Ejército y Provincia que ya se halla establecida en la Capital de Buenos Aires y su distrito privativo será todo el de aquel Obispado. Las siete restantes, que han de crearse, serán solo de Provincia; y se habrá de establecer una en la Ciudad de la Asunción del Paraguay, que comprenderá todo el territorio de aquel Obispado; (...) Y las expresadas demarcaciones se especificarán respectivamente en los títulos que se espedieren a los nuevos Intendentes que Yo elija, pues me reservo nombrar siempre y por el tiempo de mi voluntad para estos empleos personas de acreditado celo, honor, integridad y conducta, como que descargaré en ellas mis cuidados, cometiendo al suyo el inmediato gobierno y protección de mis Pueblos

### Extensión

Virreinato del Río de la Plata. La Intendencia del Paraguay, en naranja, incluye la parte del territorio de la Gobernación de las Misiones Guaraníes que le fue concedida a partir de 1782. El Fuerte Borbón, en el curso alto del río Paraguay, en territorio indígena, también era gobernado desde Asunción.

A consecuencia de que al ser creada la intendencia del Paraguay, se fijaron sus límites coincidentes con su obispado, el gobernador intendente del Paraguay Pedro Melo de Portugal, ocupó por la fuerza en 1784 el Fuerte de Curupayty y las lomas de Pedro González que estaban bajo la administración de la tenencia de gobierno de Corrientes. 
El gobierno de las Antiguas Misiones Jesuíticas existió hasta 1782 cuando para los asuntos de Real Hacienda fue dividido entre las intendencias de Buenos Aires y del Paraguay, subsistiendo como gobierno político y militar. Fue restablecido en 1803 con Bernardo de Velasco como gobernador hasta que en 1805 le fue agregado también en persona el gobierno del Paraguay. Las Misiones Orientales fueron ocupadas por Portugal en 1801.
El 14 de abril de 1783 fue dictada la real cédula creadora de la Real Audiencia de Buenos Aires, "la cual tenga por distrito la provincia de este nombre y las tres del Paraguay, Tucumán y Cuyo".
De acuerdo a la relación de Félix de Azara en diciembre de 1785 existían en el Paraguay: la ciudad de Asunción, las villas de: Curuguaty, Villarrica, y Concepción; los pueblos de Remolinos, y Pilar de Ñeembucú; el pueblo de negros de Emboscada; los pueblos de indios fundados por los franciscanos: Ypané, Guarambaré, Itá, Yaguarón, Atyrá, Tobatí, Caazapá, Yuty, Los Altos, Itapé; los fundados por los jesuitas: San Estanislao, San Joaquín, Nuestra Señora de Belén.
El 16 de marzo de 1786 el comandante José Ferreira y el capitán Pedro García Lacoizqueta fundaron la villa de San Pedro del Ycuamandiyú.
El 25 de septiembre de 1792 José Antonio de Zavala y Delgadillo fundó el Fuerte Borbón para contener los avances portugueses.

### Final de la Intendencia
El 27 de mayo de 1810, la nueva junta de Buenos Aires que sustituyó al virrey Baltasar Hidalgo de Cisneros envió un oficio al gobernador de la Provincia del Paraguay solicitando el reconocimiento de su autoridad provisional y el envío de un diputado a Buenos Aires. El congreso celebrado en Asunción el 24 de julio decidió suspender todo reconocimiento de superioridad de la junta de Buenos Aires y reconoció al Consejo de Regencia. La Junta sabía que las provincias más ricas no iban a reconocer su supremacía sobre ellas, es decir, aceptar que se mantuviera el estatus de colonias de segundo grado en "beneficio del bloque comercial porteño". Por esa razón 

"por si acaso, un ejército partiría para asegurar la "libertad de los pueblos" en la selección de tales diputados. De esta forma quedaba planteada la guerra. ¿Qué tipo de guerra? Una guerra civil entre quienes apoyaban a la Junta revolucionaria de Buenos Aires y quienes sostienen al revolucionario Consejo de Regencia de Cádiz". (Damianovich, 2010, p. 60)

A principios de 1811 el ejército enviado desde Buenos Aires al mando de Manuel Belgrano fue derrotado en Paraguarí (19 de enero de 1811) y en Tacuarí (9 de marzo de 1811). Meses después, el 14 y 15 de mayo de 1811, un movimiento cívico-militar impuso al gobernador Bernardo de Velasco dos consocios que debían gobernar en conjunto hasta la reunión de un congreso que debía establecer un nuevo gobierno.  
El segundo congreso paraguayo se reunió del 30 de septiembre al 12 de octubre de 1813; ese día se sancionó un reglamento que estableció una nueva forma de gobierno, el consulado, con dos cónsules: Fulgencio Yegros y José Gaspar Rodríguez de Francia. Se adoptó además el nombre de República del Paraguay que sustituyó al de provincia del Paraguay, lo que de hecho constituía una declaración de independencia y el final de la gobernación intendencia.  
Los subdelegados eran en la época colonial los representantes del gobernador en los distritos, departamentos o partidos de la provincia. También recibían el nombre de comandante de armas o comandante político militar. Sin embargo, con la independencia se siguió usando el nombre de "subdelegados de intendencia" para designar a la máxima autoridad distrital. Por oficio aclaratorio de la junta de gobierno (Yegros, Francia y Caballero), se esclarecieron las competencias de los mismos, dándoles "autoridad de jueces generales de su territorio", por encima de los alcaldes locales y los jueces comisionados.
Funcionaban en la intendencia del Paraguay cuatro cabildos: Asunción, Villarrica, Pilar y Curuguaty. En 1812 fue creado el de Concepción.

## Gobernadores intendentes del Paraguay
| Orden | Retrato | Gobernador Intendente       | Inicio                | Fin                   | Notas     |
| 1º    |         | Pedro Melo de Portugal      | 28 de enero de 1782   | 21 de agosto de 1787  |           |
| 2º    |         | Joaquín Alós y Brú          | 21 de agosto de 1787  | 7 de abril de 1796    |           |
| 3º    |         | Lázaro de Ribera y Espinoza | 7 de abril de 1796    | 5 de mayo de 1806     |           |
| 4°    |         | Bernardo de Velasco         | 5 de mayo de 1806     | 13 de marzo de 1807   |           |
| 5°    |         | Manuel Gutiérrez Varona     | 13 de marzo de 1807   | 19 de octubre de 1808 | Interino. |
| 6°    |         | Eustaquio Giannini          | 19 de octubre de 1808 | 19 de junio de 1809   | Interino. |
| 7°    |         | Bernardo de Velasco         | 19 de junio de 1809   | 15 de mayo de 1811    |           |